# A víz világnapja
A víz világnapja minden év március 22-én megtartott esemény. Célja, hogy ráirányítsa a figyelmet a mindenki számára elérhető, tiszta víz fontosságára és az édesvízkészletek veszélyeztetettségére. A világnapot 1992-ben, a Rio de Janeiróban tartott nemzetközi Környezet és Fejlődés konferenciát követően kezdeményezte az ENSZ közgyűlése, és először egy évvel később, 1993-ban tartották.

## Célok
Az ENSZ közgyűlése által 2015-ben elfogadott Fenntartható fejlesztési célok 6. pontja azt a célkitűzést foglalja magában, hogy 2030-ig mindenki számára biztosítani kell a Földön a hozzáférést az egészséges ivóvízhez. Ez a célkitűzés közvetve aláhúzza azt a tényt, hogy a víz témája a nyomor elleni küzdelem egyik kulcsfontosságú kérdése.

## Éves témák

### 2017
A 2017. évi világnap mottója magyarul ez volt: „Szennyvizek? Tiszta vizet!” A cél, melyre ebben az esztendőben a világnap fel akarta hívni a figyelmet, a szennyvíz mennyiségének csökkentése, illetve a keletkező szennyvíz újrafelhasználási arányának növelése. A szennyvíz olyan erőforrásnak is tekinthető, mely segíthet a Fenntartható fejlesztési célok 7. célkitűzésének elérésében. Ez az ENSZ-célkitűzés a szennyvíz tekintetében konkrétan azt a szándékot jelöli meg, hogy 2030-ig a jelenleginek felére csökkenjen a világon a kezeletlen szennyvíz részaránya, valamint növekedjen a szennyvíz újrahasznosításának és biztonságos újrafelhasználásának aránya.

### 2018
A 2018. évi világnap mottója „Védd természetesen!” volt. A program célja ekkor arra irányult, hogy felismerjük: fontos, hogy minél több erdőt telepítsünk, hagyjuk a folyókat, patakokat saját medrükben csörgedezni, és állítsuk helyre a vizes élőhelyeket (ne pedig lakóövezeteket alakítsunk ki ezeken a területeken), hiszen ezek tartják egyensúlyban a vizek körforgását. Ezek segítséget nyújthatnak az emberek életminőségének és egészségének javításában.

### 2019
A 2019. évi mottó: „Vizet mindenkinek!” volt. A programok, pályázatok és akciók arra akartak ösztönözni, hogy tudatosítsuk magunkban nap mint nap azt a nyilvánvaló tényt, hogy a vízhez való hozzáférés alapvető emberi jog. Arra is rá kívánt ébreszteni, hogy ez a világnak nem minden részén valósul meg olyan problémamentesen, ahogyan pillanatnyilag nálunk, a fejlettnek mondott világban, és felelősségünk van azért, hogy a vízhez való hozzájutásban korlátozott embertársaink helyzete javul-e.

### 2020
A 2020-as évben az esemény szlogenje: Víz és klímaváltozás. Vizeink szerepe a klímaváltozásban – a Föld vízkészletének megóvása és körültekintő felhasználása életeket menthet. A víz hatékony felhasználása csökkenti az üvegházhatást.
2021
A 2021-es év mottója "A víz érték! Becsüld meg!"